# Landschaftsschutzgebiet Magergrünland am Heimberg

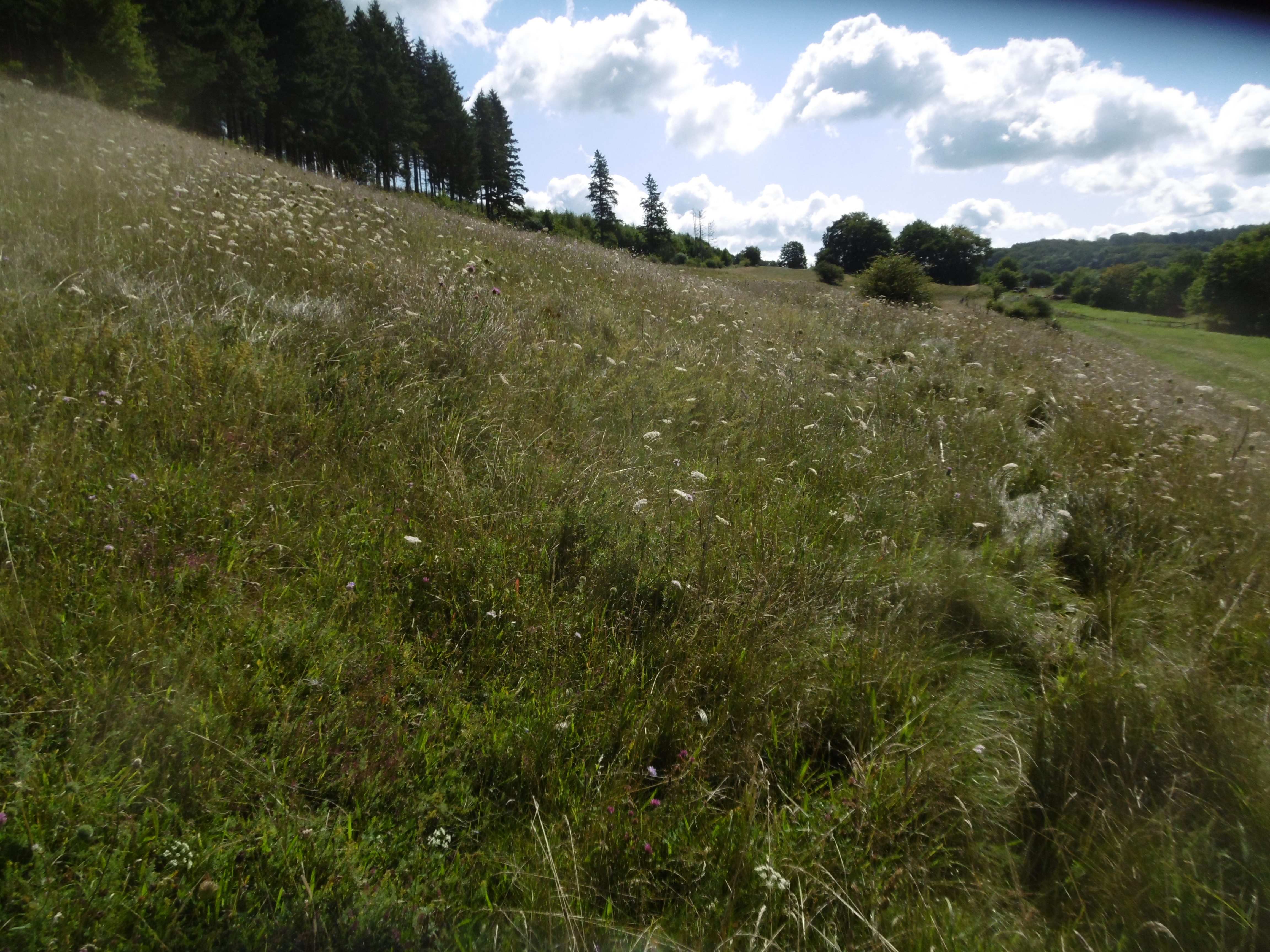
Landschaftsschutzgebiet Magergrünland am Heimberg

Das Landschaftsschutzgebiet Magergrünland am Heimberg mit 11,38 ha Größe liegt östlich von Brilon. Das Gebiet wurde 2008 mit dem Landschaftsplan Briloner Hochfläche durch den Hochsauerlandkreis als Landschaftsschutzgebiet (LSG) ausgewiesen. Im Nordosten und im Süden grenzt das Naturschutzgebiet Heimberg an. Das LSG gehört seit 2023 teilweise zum Vogelschutzgebiet Diemel- und Hoppecketal mit angrenzenden Wäldern.

## Gebietsbeschreibung
Im westlichen Bereich des LSG liegt großflächiges artenreicher, sehr kurzrasiges Magergrünland bzw. Kalkmagerrasen auf einem südwestexponierten, teils sehr steilen Hang. Das Magergrünland erstreckt sich bis an den Rand des nördlich angrenzenden unbefestigten Wirtschaftsweges. Der Grasweg und seine Wegraine sind besonders blütenreich. Das Grünland wird als Weide und Mähweide genutzt. Der Kalkmagerrasen genauer der Enzian-Schillergrasrasen bietet Lebensraum für etliche seltene und gefährdete Pflanzenarten und ist in seiner Ausstattung im Naturraum repräsentativ für intensiv beweidetes, aber ungedüngtes Grünland auf basenreichem Untergrund. Das Grünland wird durch einige Terrassenkanten gegliedert, auf denen vereinzelt und in kleinen Gruppen zumeist Weißdornsträucher stehen. Östlich des angrenzenden Bauernhofes befinden sich zwei kleinflächige und sehr niedrige Felskuppen, die von einem kleinen Buchenwäldchen bestockt sind. Das Wäldchen ist mit in die Beweidung integriert. Daher ist keine typische Felsvegetation ausgebildet. Am Südostrand des Gebietes ragt ein weiterer kleiner Felsen aus dem Grünland. Laut Landschaftsplan ist das LSG für die Insekten- und Avifauna von großer Bedeutung. Es kommt der Neuntöter vor.

## Geschütztes Biotop BT-4517-0322-2005
Ein Teilbereich, genauer der nördliche Bereich, ist ein gesetzlich geschütztes Biotope nach § 30 BNatSchG mit 1,66 ha Flächengröße. Im Enzian-Schillergrasrasen kommen Blumen- und Krautarten wie Acker-Witwenblume, Blaugrüne Segge, Breitblättriger Thymian, Echter Kümmel, Echter Wiesenhafer, Echter Wundklee, Echtes Johanniskraut, Echtes Labkraut, Echtes Tausendgüldenkraut, Großer Klappertopf, Gelbes Sonnenröschen, Gewöhnlicher Rot-Schwingel, Großblütige Braunelle, Hopfenklee, Jakobs-Greiskraut, Magerwiesen-Margerite, Mittlerer Wegerich, Kleiner Wiesenknopf, Kleines Habichtskraut, Knolliger Hahnenfuß, Mittleres Zittergras, Pyramiden-Schillergras, Rundblättrige Glockenblume, Weißliche Hainsimse und Wilde Möhre vor.

## Schutzzweck
Die Ausweisung erfolgte zur Erhaltung, Ergänzung und Optimierung eines Grünlandbiotop-Verbundsystems, insbesondere mit den Naturschutzgebiets-Ausweisungen im Grünland. Dadurch sollen Tiere und Pflanzen Wanderungs- und Ausbreitungsmöglichkeiten behalten. Wie die anderen Landschaftsschutzgebiete vom Typ C dient auch diese Ausweisung als Pufferzone für angrenzende Naturschutzgebiete.

## Rechtliche Rahmen
Das Landschaftsschutzgebiet Magergrünland am Heimberg wurde als Landschaftsschutzgebiet vom Typ C, Wiesentäler und bedeutsames Extensivgrünland, ausgewiesen. In den Landschaftsschutzgebieten vom Typ C des Landschaftsplangebietes sind Erstaufforstungen und auch die Neuanlage von Weihnachtsbaumkulturen, Schmuckreisig- und Baumschulkulturen verboten. Ferner besteht ein Umwandlungsverbot von Grünland und Grünlandbrachen in Acker oder andere Nutzungsformen. Eine maximal zweijährige Ackernutzung innerhalb von zwölf Jahren ist erlaubt, falls damit die Erneuerung der Grasnarbe vorbereitet wird. Dies gilt als erweiterter Pflegeumbruch. Dabei muss ein Mindestabstand von 5 m vom Mittelwasserbett eingehalten werden. Für den Anbau von nachwachsenden Rohstoffen ist eine Befreiung vom Verbot des Grünlandumbruchs im Rahmen einer Einzelfallprüfung möglich.